# Renzo Agresta
Renzo Pasquale Zeglio Agresta, né le 27 juin 1985 à São Paulo, est un escrimeur brésilien pratiquant le sabre en compétition. Il a représenté le Brésil aux Jeux olympiques d'été de 2004, 2008, 2012 et 2016.

## Carrière
Après avoir essayé différents sports dans son enfance, notamment le tennis et le hockey sur gazon, Agresta choisit l'escrime à l'âge de douze ans. Il intègre le circuit de la coupe du monde d'escrime en 2002. Dès 2004 il défend les couleurs du Brésil aux Jeux olympiques d'Athènes, mais est éliminé au cours du teableau de 32 par le champion du monde Volodymyr Loukachenko. Il atteint le même stade aux Jeux de 2008, 2012 et 2016, battu par Luigi Tarantino à Pékin, Benedikt Wagner à Londres et Sandro Bazadze à Rio de Janeiro.
Agresta a remporté en 2013 et en 2016 les championnats panaméricains d'escrime. Il compte aussi trois médailles de bronze aux Jeux panaméricains.

## Palmarès
- Championnats panaméricains d'escrime (Individuel)
  -  Médaille d'or aux championnats panaméricains 2016 à Panama
  -  Médaille d'or aux championnats panaméricains 2013 à Carthagène des Indes
  -  Médaille de bronze aux championnats panaméricains 2014 à San José
  -  Médaille de bronze aux championnats d'escrime 2011 à Reno
  -  Médaille de bronze aux championnats panaméricains 2015 à Santiago du Chili

## Classement en fin de saison
| Année | 2003 | 2004 | 2005 | 2006 | 2007 | 2008 | 2010 | 2011 | 2012 | 2013 | 2014 | 2015 | 2016 |
| ----- | ---- | ---- | ---- | ---- | ---- | ---- | ---- | ---- | ---- | ---- | ---- | ---- | ---- |
| Rang  | 334  | 74   | 74   | 49   | 46   | 45   | 54   | 38   | 18   | 26   | 21   | 18   | 23   |